# تادانکولام
تادانکولام (به لاتین: Taddankulam) یک منطقهٔ مسکونی در سری‌لانکا است که در استان شمالی (سری‌لانکا) واقع شده‌است.